# Tri tankista
Cet article concerne la marche patriotique. Pour le char d'assaut soviétique surnommé « Tri tankista », voir BT-7.
Sur la frontière les nuages sont maussades (en russe : На границе тучи ходят хмуро) — plus connue sous le nom de Tri tankista (en russe : Три танкиста, littéralement « les trois tankistes ») — est une chanson populaire soviétique sur le thème de la guerre. Écrite en 1939, la chanson est l'hymne officieux des troupes frontalières et des forces blindées soviétiques puis russes. La chanson a été interprétée pour la première fois au cinéma par l'acteur Nikolaï Krioutchkov dans le film Les Tractoristes (1939) peu de temps après la bataille de Khalkhin Gol. Par la suite, la chanson sera interprétée par de nombreux artistes et groupes célèbres.
Certains passages[Lesquels ?] de la chanson sont devenus des aphorismes répandus.

## Contexte historique
La chanson fait référence à l’incursion japonaise en Sibérie en 1938, où ces derniers sont défaits par les forces soviétiques à la bataille du lac Khassan. Cette bataille voit, pour la première fois, si l'on excepte la Guerre civile espagnole, l'utilisation et la victoire des forces blindées chez les Soviétiques. Les chars légers étaient alors composés d’uniquement trois membres d'équipage. En effet, il faudra attendre le milieu de la Seconde Guerre mondiale pour avoir un opérateur radio dans les chars soviétiques. La chanson raconte comment ces trois tankistes ont vaillamment repoussé les Japonais grâce à leurs chars de combat.

## Paroles
L'air de la chanson a été composé par les frères Pokrass et les paroles écrites par de Boris Laskine (ru).
| Три танкиста На границе тучи ходят хмуро Край суровый тишиной объят У высоких берегов Амура Часовые Родины стоят Там врагу заслон поставлен прочный Там стоит отважен и силён У границ земли дальневосточной Броневой ударный батальон Там живут — и песня в том порука — Нерушимой, дружною семьёй Три танкиста — три весёлых друга — Экипаж машины боевой. На траву легла роса густая, Полегли туманы широки. В эту ночь решили самураи Перейти границу у реки. Но разведка доложила точно, — И пошел командою взметен, По родной земле дальневосточной Броневой ударный батальон. Мчались танки, ветер подымая, Наступала грозная броня. И летели наземь самураи Под напором стали и огня. И добили — песня в том порука Всех врагов в атаке огневой Три танкиста, три весёлых друга Экипаж машины боевой. | Tri tankista Sur la frontière s'amassent les nuages Le pays hostile était enveloppé de silence Et sur les rives hautes de l'Amour Se tenaient les soldats de la Mère-Patrie Là-bas, l'ennemi a des fortifications solides Et là se tient, courageux et fort, Sur les frontières de l'Extrême-Orient, Le bataillon blindé, prêt à attaquer Là vit - et cette chanson en est la preuve - Une famille inséparable, de vrais amis Trois tankistes - trois joyeux amis - L'équipage de cet engin de guerre Sur l’herbe la rosée s’allongeait, Le grand brouillard descendait. Cette nuit-là, le samouraï a décidé De traverser la frontière à la rivière. Mais les renseignements l’ont rapporté avec précision, - Et l’équipage y va comme demandé, À la terre natal de l’Extrême-Orient Le bataillon blindée d’assaut. Les chars s’y précipitaient, le vent se levaient, L’armure formidable avançait. Et les samouraïs tombaient à terre Sous la pression de l’acier et du feu. Et ils ont achevé - cette chanson en est la preuve - Tous les ennemis dans un assaut fougueux Trois tankistes - trois joyeux amis - L'équipage de cet engin de guerre |